# Зеніт (Париж)
48°53′39″ пн. ш. 2°23′36″ сх. д. / 48.89416667° пн. ш. 2.39333333° сх. д.
Зеніт Париж (повна назва: Zénith Paris — La Villette) — багатофункціональний зал у парку Ла-Віллетт у 19-му окрузі французької столиці. Будівля в районі Пон-де-Фландр вважається найважливішим концертним залом країни.

## Історія
Зеніт був побудований у 1983 році за ініціативи тодішнього міністра культури Жака Ланга та був урочисто відкритий 12 січня 1984 року концертним вечором за участю Рено, Шарля Трене, Жака Ігелена та Зеро де Кондуїт. Квадратний зал на каналі Урк має площу 6200 м². Залежно від події доступно від 2200 до 9000 місць. Щороку в залі проходить близько 170 заходів, які відвідують понад 700 тис. осіб.
Архітекторам Філіпу Ше і Жану-Полю Морелю було доручено спроектувати модульний зал для концертів, спортивних та інших заходів. Вони розробили легку металеву конструкцію риштувань, яку можна змінити та адаптувати до потреб кожного виступу. З моменту відкриття в Зеніті виступили понад 2000 артистів і гуртів, зокрема всі відомі франкомовні музиканти, а також багато міжнародних виконавців.
Як і Ейфелева вежа, Zénith був трирічним прототипом. Однак успіх концепту «Zénith» був настільки великим, що зал продовжував працювати, а концепція також була ліцензована в інших містах Франції.